# Красно-чёрная овсянка
Красно-чёрная овсянка (лат. Rhodospingus cruentus) — вид воробьиных птиц из семейства танагровых (Thraupidae), единственный в одноимённом роде (Rhodospingus). Подвидов не выделяют.
Видовое название cruentus произведено от латинского слова «кровавый».

## Описание

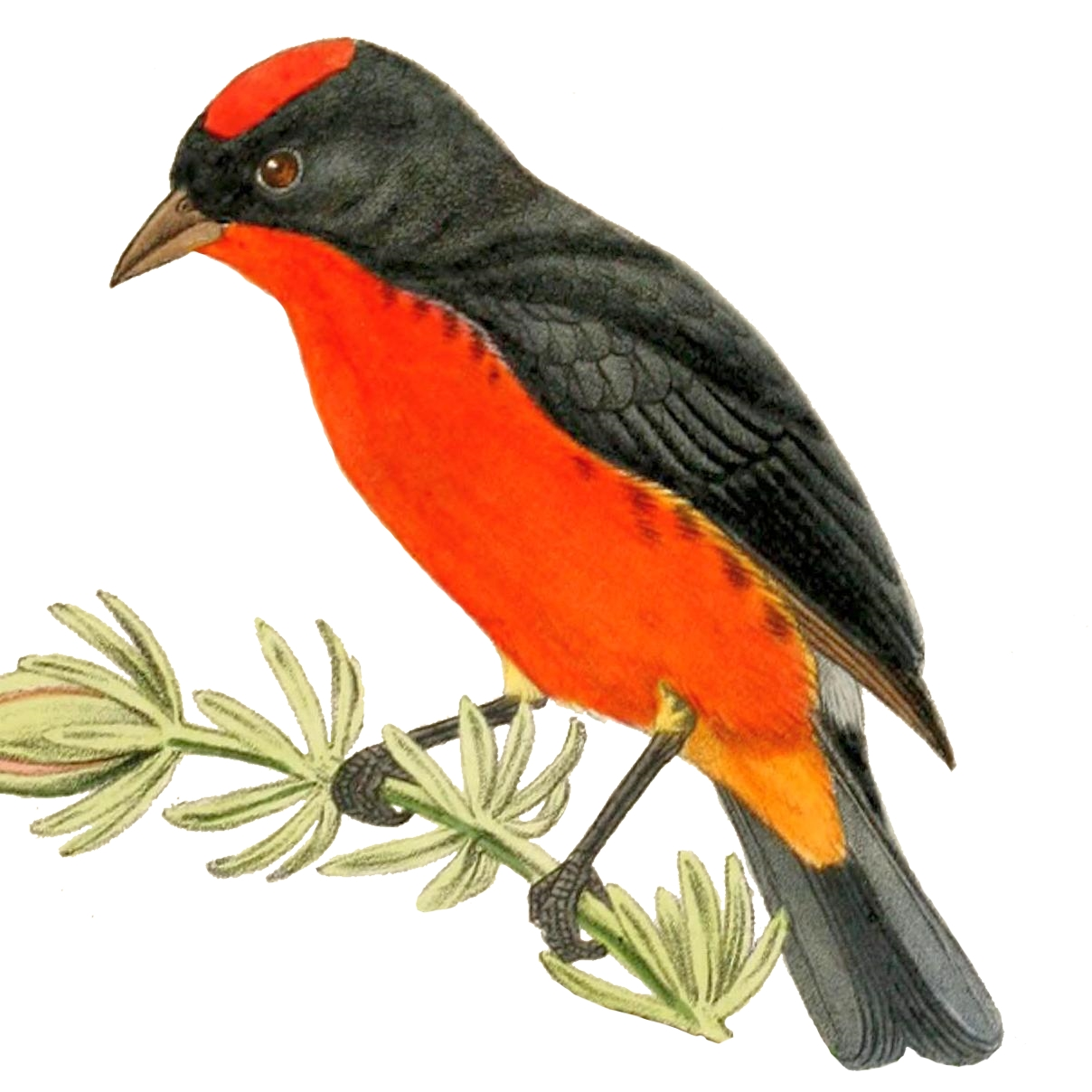

Длина тела 11 см, вес в среднем 11,6 г. Самка окрашена гораздо тусклее самца. Неполовозрелые особи похожи на самок, молодые самцы часто с оранжевыми разводами на грудке.
Питаются семенами, а также мелкими членистоногими, как минимум, в период размножения. В кладке 2—4 яйца.
Образуют совместные стайки с птицами других видов и кормятся вместе.

## Ареал и охранный статус
Ареал простирается от западной части Эквадора до северо-запада Перу на высоте до 800 м.
МСОП присвоил таксону охранный статус «Виды, вызывающие наименьшие опасения» (LC).